# Arigatō
Arigatō (ありがとう?) è un brano musicale del gruppo musicale giapponese Flow, pubblicato come loro quattordicesimo singolo il 20 febbraio 2008, ed incluso nell'album Isle. Il singolo ha raggiunto la venticinquesima posizione della classifica Oricon dei singoli più venduti in Giappone, vendendo 9 796 copie. Il brano è stato utilizzato come tema musicale del dorama televisivo.

## Tracce
CD Singolo KSCL-1218
1. Arigatou (ありがとう)
2. Tabibito (旅人)
3. Arigatou -Instrumental-

## Classifiche
| Classifica (2008) | Posizione più alta |
| ----------------- | ------------------ |
| Giappone (Oricon) | 25                 |